# آنجلو اورازی
آنجلو اورازی (انگلیسی: Angelo Orazi؛ زادهٔ ۱۲ سپتامبر ۱۹۵۱) بازیکن فوتبال اهل ایتالیا است.
از باشگاه‌هایی که در آن بازی کرده‌است می‌توان به باشگاه فوتبال هلاس ورونا، باشگاه فوتبال آ.اس. رم، باشگاه فوتبال اودینزه، باشگاه فوتبال دلفینو پسکارا، و باشگاه فوتبال بنونتو اشاره کرد.
وی همچنین در تیم ملی فوتبال زیر ۲۱ سال ایتالیا بازی کرده‌است.